# Franciszka Mann
Pour les articles homonymes, voir Mann.
Franciszka Mann est une danseuse polonaise, assassinée au camp de concentration d’Auschwitz en Pologne en 1943.

## Biographie
Née le 4 février 1917, Franciszka Mann est allée à l'école Tacjanny Wysocka et a étudié le ballet classique au collège Zygmunt Dabrowski. Le 23 février 1935, elle participe à une compétition de danse artistique à Vienne.
En mars 1936, elle joue au théâtre polonais de Waltz. En février 1938, elle donne un récital au Grand Théâtre de Varsovie. En mai 1939, elle remporte le quatrième prix au Concours international de danse à Bruxelles. En 1939, elle apparaît dans un court-métrage polonais et participe à la Compétition internationale de danse de Bruxelles où elle termine 4e. 
En 1941, elle joue au Théâtre Femina dans le ghetto de Varsovie sur la rue Leszno 25 où elle est enfermée. Dans plusieurs publications, elle est soupçonnée d'avoir collaboré avec les Allemands. Dans d'autres, elle est considérée comme étant l'une des victimes de l'affaire de l'Hôtel Polski incluant des Juifs ayant essayé de fuir en Amérique du Sud avec de faux papiers. Les victimes sont d'abord déportées à Bergen-Belsen puis, le 23 octobre 1943, à Auschwitz, croyant être vraiment emmenées vers un pays neutre.
À son arrivée, elle est menée au Krematorium III dans le but d'y être gazée. Là, le SS-Obersturmbannführer Franz Hössler annonce aux personnes du groupe qu'elles seront désinfectées avant de passer la frontière suisse.

## Circonstances de sa mort
Selon Shlomo Dragon, à son arrivée dans le camp Franciska Mann refuse de se déshabiller, s'empare de l'arme du SS Josef Schillinger et le tue, puis tire sur le SS Wilhelm Emmerich et le blesse à la cuisse. Elle est alors abattue. 
Selon l'historienne Cynthia Southern, elle se déshabille lentement et après avoir enlevé sa chaussure, en frappe Schillinger, lui dérobe son pistolet et lui tire dessus deux fois avant de tourner l'arme vers Emmerich et de le blesser à la cuisse. 
Dans les Protocoles d'Auschwitz, Jerzy Tabeau raconte la révolte qui eut lieu dans la salle de déshabillage ce jour-là, mais la femme ayant pris l'arme n'est pas nommée. 
Selon le Dr Yaffa Eliach, la femme a été abattue par Joseph Schillinger.